# Operation Paget
Operation Paget is het onderzoek uit 2004 van de Metropolitan Police van Londen om achter de toedracht van het ongeluk te komen waarbij prinses Diana, Dodi Al-Fayed en hun chauffeur Henri Paul om het leven kwamen. Onder meer werd onderzoek gedaan naar de vele samenzweringstheorieën die na het ongeluk ontstonden. Het onderzoek werd geleid door politiecommissaris John Stevens.
Het eerste rapport werd op 14 december 2006 gepubliceerd.
Het onderzoek werd in januari 2004 gestart, nadat de lijkschouwer van de Koninklijke Staf, Michael Burgess, aan Stevens vroeg om een onderzoek naar de dood van Diana. Er deden namelijk veel speculaties de ronde dat het om een samenzwering zou gaan. Zo werd beweerd dat de MI6 verantwoordelijk was voor het dodelijke ongeluk in 1997.
Dat het een gedetailleerd onderzoek betreft is terug te vinden in de lengte van het rapport, dat 892 pagina's telt. Veertien ervaren politieagenten werden drie jaar lang op de zaak gezet. Het onderzoek kostte uiteindelijk 3,69 miljoen ponden (ruim 5,4 miljoen euro). Vanwege de grote publieke belangstelling besloot de Metropolitan Police om het rapport op het internet te zetten, ondanks dat het een intern politiedocument is.

## Conclusie van het rapport
In elk hoofdstuk wordt geconcludeerd dat alle beweringen die sinds het ongeluk zijn gemaakt over een samenzwering, niet zijn te bewijzen. Al het gevonden bewijs toont aan dat de dood van de prinses het gevolg is van een tragisch ongeval.